# NGC 3546
NGC 3546 é uma galáxia elíptica (E-S0) localizada na direcção da constelação de Crater. Possui uma declinação de -13° 22' 49" e uma ascensão recta de 11 horas, 09 minutos e 46,7 segundos.
A galáxia NGC 3546 foi descoberta em 1886 por Frank Müller.